# Diogo Cunha
Nélson Diogo Freitas Cunha (Guimarães, 10 febbraio 1986) è un calciatore portoghese, centrocampista dell'Espinho.

## Caratteristiche tecniche
Gioca come centrocampista centrale ma può essere impiegato come esterno destro.

## Palmarès

### Club

#### Competizioni nazionali
- Segunda Liga: 1

Moreirense: 2013-2014